# Нюрнберг (фільм, 2023)
«Нюрнберг» — російський художній фільм режисера Миколи Лебедєва про Нюрнберзький процес. Основою сценарію стала книга Олександра Звягінцева «На віки вічні». Фільм вийшов 2 березня 2023 року.

## Сюжет
В основу сюжету фільму лягла книга Олександра Звягінцева «На віки вічні». Дія розгортається через півроку після капітуляції Німеччини, коли починається суд над нацистськими злочинцями.

## В ролях
Відомо, що над фільмом працював міжнародний колектив — у картині задіяні професіонали з Росії, Австрії, Німеччини, Великої Британії та Франції. Ще у 2018 році про своє бажання брати участь у зйомках заявляли Настасья Кінскі та Михаліна Ольшанська, але згодом чомусь відмовились.
- Сергій Кемпо — Волгін
- Любов Аксьонова — Олена.
- Сергій Безруков — Роман Руденко
- Карстен Норгаард — Герман Герінг
- Євген Миронов — Мигачов
- Олексій Бардуков — Зайцев
- Ігор Петренко — Бабленков
- Вольфганг Черні — Хельмут
- Олексій Синій — єврей та військовополонений

## Виробництво
Проект анонсував наприкінці 2018 року тодішній міністр культури Росії Володимир Мединський. Він заявив, що тема Нюрнберзького процесу зараз «приватизована США», а тому необхідно зняти російський фільм на цю тему до 75-річчя перемоги у війні. Продюсером картини стала Ельміра Айнулова. За її словами, «фільм базуватиметься на невідомих донедавна історичних фактах та документах, отриманих істориками та журналістами безпосередньо від учасників та свідків Нюрнберзького процесу», і головне завдання — «популяризація об'єктивного історичного знання».
У 2019 році сценарій фільму було серйозно змінено. Це, а також залучення до роботи іноземних акторів та необхідність вести зйомки за кордоном призвело до подорожчання проекту: голова уряду Дмитро Медведєв схвалив виділення з державного резервного фонду додаткових 200 мільйонів рублів. Як кандидати в режисери розглядалися Костянтин Хабенський, Микита Міхалков, Олівер Стоун, проте врешті-решт режисером став Микола Лебедєв. Зйомки «Нюрнберга» мали розпочатися навесні 2020 року в Чехії. Вони були відкладені через пандемію коронавірусу і почалися у квітні 2021 року в Празі, а в червні продовжилися на «Мосфільмі». Прем'єра фільму була намічена на 2021, пізніше її перенесли на півріччя нападу на Україну - 24 листопада 2022 , а потім на 23 лютого 2023.
Для зйомок картини на «Мосфільмі» було у натуральну величину (330 квадратних метрів) відтворено зал судових засідань нюрнберзького Палацу Правосуддя. Декораційний комплекс «Зал 600» буде передано московському парку «Патріот» як музейний експонат для використання в історико-просвітницькій роботі з відвідувачами.

## Сприйняття
Фільм ще до виходу на екрани став об'єктом критики: висловлювалися побоювання, що сюжет картини можна створити під впливом політичної кон'юнктури, у межах боротьби з «фальсифікацією історії».